# Omiodes confusalis
Omiodes confusalis is een vlinder uit de familie van de grasmotten (Crambidae), uit de onderfamilie van de Spilomelinae. De wetenschappelijke naam van deze soort is voor het eerst voorgesteld als Coenostola confusalis door Paul Dognin in een publicatie uit 1905.
De soort komt voor in Trinidad, Mexico, Costa Rica, Venezuela en Ecuador.